# مقياس النيل

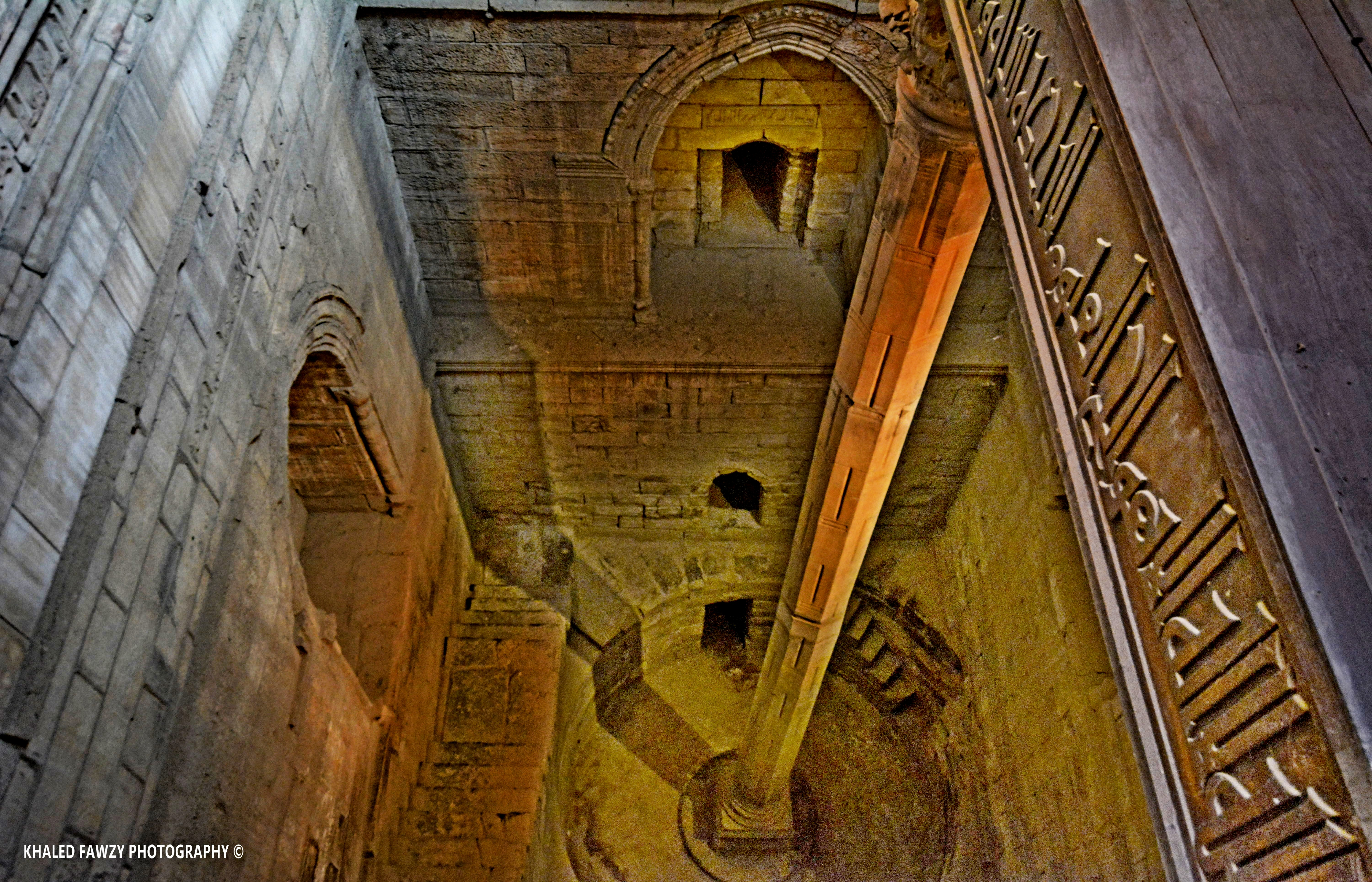
قياس عمود النيل في جزيرة الروضة ، القاهرة

كان مِقياس النّيل هَيكلًا لِقِياس مُستَوى إرتفاع النيل خِلال مَوسم الفَيَضان السَّنوي، هُناك ثَلاثة أنواع رَئيسيَّة مِن مَقاييس النيل، مُعايَرَة في وحدة الذراع المصرية :
1. العمود الرأسي
2. دَرَج المَمَر مِن الخُطوات المُؤدية إلى نَهر النيل
3. بِئر عَميقة مَع مَجْرور

إذا كان مُستَوى الماء مُنخفِضاً، فَسَيكون هُناك طعام أقل، وإذا كان مرتفعًا جدًا، فسيكون مدمرًا، كانَت هُناك علامة مُحدَّدة تُشير إلى مَدى ارتفاع الفَيضان الّذي تَحتاجه الحُقول لِلحصول على تُربة جيدة.
بين يوليو ونوفمبر، كانت مَجاري النيل التي تَمُر عَبر مِصر قد إنفَجَرت على ضِفافِها وغَطَّت السهل الفَيضي المُجاوِر، عندما انحَسَرت المياه، في حَوالي سبتمبر أو أكتوبر، تَرَكَت وراءَها رواسب طينية غَنيّة مِن الطمي الأسود الخَصب بِشكل استثنائي فَوق أراضي المَحاصيل.
كان آخيت، أو موسم الفيضان، أحد الفُصول الثلاثة التي قسَّم فيها المصريون القدماء سَنَتَهُم.
كان للفيضان السَّنوي أهَمّية كَبيرة للحَضارة المصرية، كان الغَمر المُعتَدِل جُزءًا حيوياً مِن الدَّورَة الزِّراعيّة؛ ومَع ذلك، فَإن غَمر المياه بِشَكل أخَف مِن المُعتاد قد يَتَسَبَّب في حُدوث مَجاعة، كَما أنّ الكثير مِن مِياه الفَيَضانات سَيَكون بِنَفس القَدر مِن الكارِثة، مِمّا يُؤدّي إلى جَرف الكَثير مِن البُنيَة التَّحتية المَبنية على سَهل الفَيَضان. تُشير السِّجلات مِن 622 – 999 بَعد الميلاد إلى أنّ 28٪ مِن السَّنوات شَهدت مُستوى غمر لَم يَصِل إلى مستوى التوقعات.
كانت القُدرة عَلى التَّنبُّؤ بِحَجم الفَيَضان القادم جُزءًا مِن لُغز الكهنوت المصري القديم، لَعِبَت نَفس المَهارة أيضًا دورًا سياسيًا وإداريًا، حيث تَمَّ إستِخدام حَجم فَيَضان العام لِتَحديد مستويات الضرائب الواجِب دَفعُها، هذا هُوَ المَكان الّذي دَخَل فيه مِقياس النيل دَوره، حَيثُ كان الكَهَنة يُراقِبون المُستَوى اليَومي لِلنهر ويُعلِنون وُصول فَيَضان الصَّيف المُنتَظَر.

## تصميمات

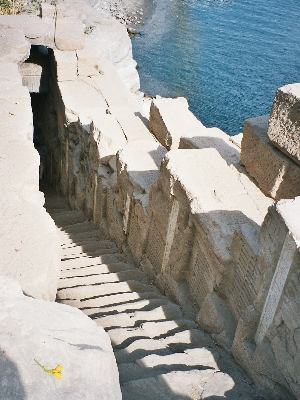
مقياس النيل في جزيرة إلفنتين

أبسط تَصميم لِمِقياس النيل هُوَ عَمود رَأسي مَغمور في مِياه النهر، مَع فَترات مُحدَّدة تُشير إلى عُمق المياه.  لا يزال مِن المُمكن رُؤية التصميم الذي يتبع هذا التَّصميم البَسيط، وإن كان في هَيكَل حَجَري مُزَخرَف ومُتقَن، في جَزيرة الرَّوضَة في وَسط القاهرة.
يَتَكون التصميم الثاني لِمِقياس النيل مِن مَجموعَة مِن السَّلالم المُؤدِّية إلى الأسفَل نَحوَ الماء، مَع تَدريجات العُمق على طُول الجُدران،  يُمكن رُؤية أفضَل مِثال مَعروف مِن هذا النَّوع فِي جَزيرة إلفنتين في أسوان،  حَيثُ يُؤَدي دَرَج مُكَوَّن مِن 52 دَرَجَة إلى أسفل نَحوَ مَمَر عِند النيل. كان هذا المَوقِع أيضًا مُهمًا بِشَكل خاص على مَرِّ التَّاريخ المَصري، حَدَّدَت جَزيرَة الفنتين الحُدود الجَنُوبية لِمصر، وَبِالتالي كانَت أوَّل مَكان تَمَّ إكتِشاف بِداية الفَيَضان السَّنوي فِيه.
إشتمل التَّصميم الأكثَر تَفصيلاً على قَنَاة أو عَبَّارة تَنطَلِق مِن ضفة النهر – غالبًا ما تَعمل لِمَسافَة كَبيرة – ثُمَّ تُغذي بِئرًا أو خزَّانًا أو صِهريجًا،  كانَت هذه الآبار تَقَع في أغلَب الأحيان داخِل حُدُود المَعَابِد، حَيثُ يُسمَح فَقَط لِلكَهَنة والحُكَّام بِالوُصُول إليها. يُمكن رٌؤيَة مِثال رائع بِشكل خاص، مَع وُجود بِئر أُسطواني عَميق وَفَتحة مَجرى في الجِدار المُحيط، في مَعبَد كوم أمبو، شَمَال أسوان.

## استعمال
في حين أن مَقاييس النيل نَشَأت في العَصر الفِرعوني، فَقَد استَمرَّ استخدامها مِن قِبَل الحَضارات الّلاحِقَة الّتي سَيطَرَت على مِصر. بَعضها شُيِّدَ في العَصر الرُّوماني.
في القَرن العِشرين، تَم تَقليل الفَيَضان السنوي للنيل بِشَكل كَبير، ثُم تَم القَضَاء عَليه بِالكامل، مَع بِناء سُدود أسوان. في حين أنّ تَأثير السَّد العالي في أسوان على مصر وزراعَتها كان مُثيرًا لِلجَدل لأسباب أكثَر تَعقيدًا، فَقَد كان لَه أيضًا تَأثير إضافي يَتَمثل في جَعل مِقياس النيل قَديمًا.